# Karl Egon V. z Fürstenbergu
Karl Egon V. z Fürstenbergu, česky Karel Egon V. z Fürstenbergu (německy celým jménem Karl Egon V. Maximilian Maria Emil Leo Erwin Franziskus Xaver Johannes Fürst zu Fürstenberg, Landgraf in der Baar und zu Stühlingen, Graf zu Heiligenberg und Werdenberg; 6. května 1891 Vídeň – 23. září 1973 Mnichov) byl rakousko-český šlechtic, který vstoupil do Národně socialistické německé dělnické strany (NSDAP) i její ozbrojené organizace SS. V letech 1941–1973 byl hlavou rodu Fürstenbergů.

## Život

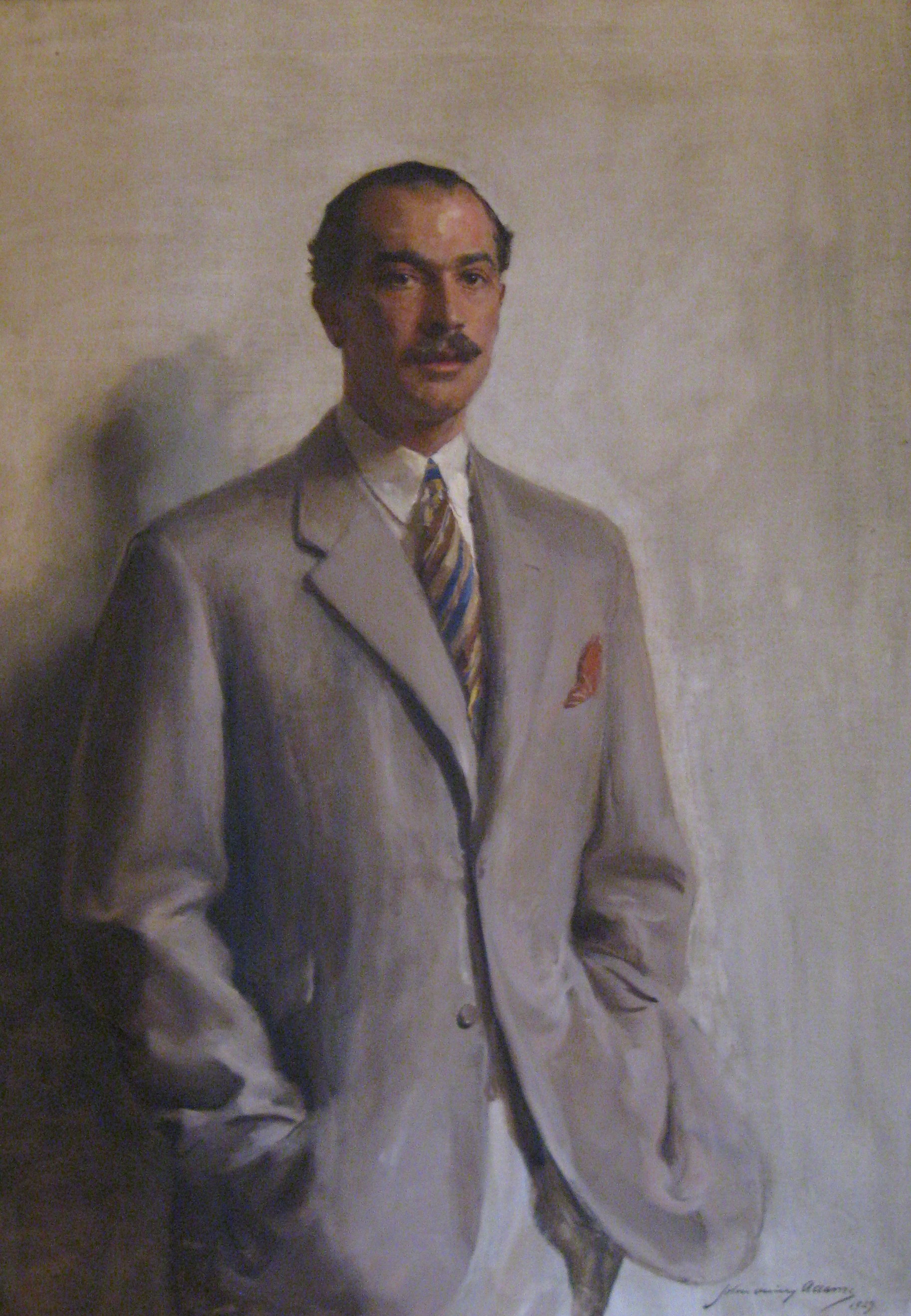
Karl Egon zu Fürstenberg, olejomalba Johna Quincyho Adamse (1929)

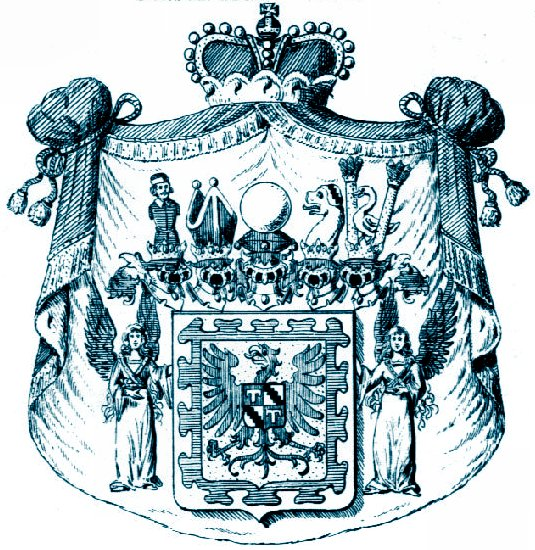
Erb knížat z Fürstenbergu

Karel Egon V. z Fürstenbergu se narodil jako syn knížete Maxe Egona II. z Fürstenbergu (1863–1941) a hraběnky Irmy ze Schönborn-Buchheimu (1867–1948).
Karel Egon V. byl dědičným princem a od roku 1941 knížetem a hlavou rodu Fürstenbergů. Usadil na zámku Heiligenberg u Bodamského jezera a na zámku Vitoraz (Weitra) v Dolních Rakousech. 
Karl Egon  požádal o členství v NSDAP 20. června 1938 a byl přijat 1. ledna 1941 (členské číslo 8 543 545). Do SS vstoupil 11. září 1938 (členské číslo SS 309.081) a v roce 1939 byl jmenován SS-Obersturmführerem. Od roku 1943 ve wehrmachtu zastával bývalý poručík postupimské Garde du Corps hodnost majora.
Fürstenberg byl čestným občanem Heiligenbergu a Vitorazi (Weitra). Byl také velkým komturem Řádu sv. Jiří v Bavorsku a nositelem velkokříže Maltézského řádu.
Byl pohřben ve Fürstenberské rodinné hrobce v obci Altweitra v Dolních Rakousech.

## Rodina
Ve Vídni se 26. dubna 1921 oženil s Franziskou Idou (Menou) hraběnkou z Nostitz-Rienecku (28. 3. 1902 Praha – 20. 5. 1961 Mnichov), dcerou Erweina Nostitze-Rienecka (1863–1931) a Amalie Podstatzké-Lichstenstein (1867–1956). Manželství zůstalo bezdětné.
Zděděných majetků po otci se zřekl ve prospěch potomků mladšího bratra Maximiliana Egona (1896–1959). Synovec Joachim Egon Fürstenberg (1923–2002) získal švábské statky. Prasynovec Johannes Fürstenberg (* 1958), kterého Karl Egon V. adoptoval v roce 1961, se stal majitelem rakouského statku Weitra.